# Prva dinastija drevnog Egipta
Prva dinastija drevnog Egipta zajedno s drugom dinastijom čini ranodinastijski period drevnog Egipta. Glavni grad drevnog Egipta u to vrijeme je bio Tanis.

## Faraoni
| Ime      | Slika |
| -------- | ----- |
| Hor-Aha  |       |
| Džer     |       |
| Džet     |       |
| Merneit  |       |
| Den      |       |
| Anedžib  |       |
| Semerket |       |
| Kaa      |       |

## Važniji događaji
- Hor-Aha je naslijedio svog oca Narmera i utemeljio prvu dinastiju.
- Merneit je bila prva regentica u egipatskoj povijesti.
- Semerket je svrgnuo svog oca uz pomoć svoje majke.